# Safia blatchleyi
Safia blatchleyi là một loài bướm đêm trong họ Noctuidae.